# Одерадовка
Одерадовка (укр. Одерадівка) — село в Шумской городской общине Кременецкого района Тернопольской области Украины.
До 2020 года входило в Шумский район.
Население по переписи 2001 года составляло 91 человек. Почтовый индекс — 47124. Телефонный код — 3558.